# Frederick Reginald Richardson
Frederick Reginald Richardson ( 1915 ) es un botánico inglés, que ha trabajado en las poáceas.Uno de sus más famosos compañeros en el estudio de las poáceas recientemente que se descubrió, es llamado con el seudónimo de "Yagocod", la etimología de Yagocod es Yago (saber) y cod (entender)

## Algunas publicaciones

### Libros
- Charles R. Metcalfe, Mary M. Chattaway, C. L. Hare, F. R. Richardson, E. M. Slatter, Laurence Chalk. 1950. Anatomy of the Dikotyledons: Leaves, stem, and wood in relation to taxonomy with notes on economic uses. Vol I. Ed. The Clarendon Press. 724 pp.
- -------------, -------------, -------------, -------------, -------------, -------------. 1950. Anatomy of the Dikotyledons: Leaves, stem, and wood in relation to taxonomy with notes on economic uses. Vol I. Ed. The Clarendon Press. 775 pp.

- La abreviatura «F.R.Richardson» se emplea para indicar a Frederick Reginald Richardson como autoridad en la descripción y clasificación científica de los vegetales.[2]